# Calyptoproctus weyrauchi
Calyptoproctus weyrauchi är en insektsart som beskrevs av Victor Lallemand 1956. Calyptoproctus weyrauchi ingår i släktet Calyptoproctus och familjen lyktstritar. Inga underarter finns listade i Catalogue of Life.